# Live in Athens at the Rodon
Live in Athens at the Rodon è un CD Live a nome di Nick Gravenites and John Cipollina, pubblicato dall'etichetta discografica greca Music Box International nel 1991.

## Tracce
1. Walkin' Blues – 6:48 (Robert Johnson; arrangiamento di Nick Gravenites)
2. Funky News – 4:12 (Nick Gravenites)
3. Anna – 6:18 (Nick Gravenites)
4. Get Together – 5:58 (Chet Powers)
5. Born in Chicago – 5:02 (Nick Gravenites)
6. Small Walk-in Box – 9:46 (Nick Gravenites)
7. Four Floors or Forty – 5:19 (Nick Gravenites)
8. You Can't Hurt Me No More – 3:47 (Nick Gravenites)

- Il brano Walkin' Blues è generalmente accreditato a Son House

## Formazione
- Nick Gravenites - voce, chitarra
- John Cipollina - chitarra, voce
- Doug Kilmer - basso, voce
- Tony Johnson - batteria

Note aggiuntive
- Theo Manikas - produttore
- Registrato dal vivo il 31 dicembre 1987 al Rodon Club di Atene, Grecia
- Takis Argyriou - ingegnere delle registrazioni (post produzione)
- Studio 3 - foto copertina album
- Akis D. Gounaris - design copertina album